# Ferdinand Cattini
Ferdinand Cattini (ur. 27 września 1916 w Grono, zm. 17 sierpnia 1969 w Davos) − szwajcarski hokeista, uczestnik Zimowych Igrzyskach Olimpijskich 1936 i Zimowych Igrzyskach Olimpijskich 1948. Był bratem Hansa Cattiniego. Uważany za jednego z najlepszych graczy w historii szwajcarskiego hokeja.
W 1936 roku Ferdinand Cattini brał udział w Zimowych Igrzyskach Olimpijskich w hokeju na lodzie, gdzie wraz ze szwajcarską reprezentacją zajął 13. miejsce (ostatnie; wraz z reprezentacją Łotwy i Belgii). Po II wojnie światowej, podczas kolejnych zimowych igrzysk olimpijskich znowu reprezentacja Szwajcarii wystartowała, tym razem uzyskując 3. miejsce i brązowy medal.
Był wieloletnim zawodnikiem HC Davos oraz epizodycznie Lausanne HC.
W 1998 pośmiertnie został przyjęty do Galerii Sławy IIHF.